# Jandía
Jandía este o arie protejată (arie de protecție specială avifaunistică — SPA) din Spania întinsă pe o suprafață de 15.382,11 ha, integral pe uscat.

## Localizare
Centrul sitului Jandía este situat la coordonatele 28°06′49″N 14°20′32″W / 28.1136°N 14.3422°V.

## Înființare
Situl Jandía a fost declarat arie de protecție specială avifaunistică în octombrie 2022 pentru a proteja 34 de specii de animale.

## Biodiversitate
Situată în ecoregiunea , aria protejată nu include niciun habitat protejat.
La baza desemnării sitului se află mai multe specii protejate de  păsări (34): Bucanetes githagineus, pasărea ogorului (Burhinus oedicnemus), fugaci de țărm (Calidris alpina), Calidris canutus, bătăuș (Calidris pugnax), Calonectris borealis, prundăraș de sărătură (Charadrius alexandrinus), Chlamydotis undulata, Cursorius cursor, egretă mică (Egretta garzetta), șoim călător (Falco peregrinus), piciorong (Himantopus himantopus), pescăruș negricios (Larus fuscus), pescăruș râzător (Larus ridibundus), sitar de mal nordic (Limosa lapponica), sitar de mâl (Limosa limosa), codobatură galbenă (Motacilla alba), codobatura galbenă (Motacilla flava), vultur egiptean (Neophron percnopterus), Numenius phaeopus, vultur pescar (Pandion haliaetus), lopătar (Platalea leucorodia), ploier auriu (Pluvialis apricaria), ploier argintiu (Pluvialis squatarola), Pterocles orientalis, Saxicola dacotiae, chiră de baltă (Sterna hirundo), chiră mică (Sternula albifrons), călifar roșu (Tadorna ferruginea), chiră de mare (Thalasseus sandvicensis), fluierar de mlaștină (Tringa glareola), fluierar cu picioare verzi (Tringa nebularia), fluierarul cu picioare roșii (Tringa totanus), nagâț (Vanellus vanellus).